# Karriär (tidskrift)
Jusektidningen Karriär, (tidigare kallad Jusektidningen och Tidningen Karriär) var medlemstidskrift för fackförbundet Jusek. Den utkom med 9 nummer per år. 
Karriär, som fram till 2015 hette Jusektidningen, började ges ut 1969 (under namnet Juristnytt/Samhällsvetaren) i samband med bildandet av Jurist- och Samhällsvetareförbundet, som senare blev Jusek. För att förtydliga den fackliga tillhörigheten valde man dock år 2017 att ändra namnet till Jusektidningen Karriär. I samband med detta lade man också ut producerandet av tidningen på extern part, OTW, som producerade tidningen med hjälp av frilansande skribenter.
Tidningen lades ned i samband med samgåendet av fackförbunden Jusek och Civilekonomerna år 2020, det sista numret utkom i maj 2020. Tidningen omvandlades sedan till nya fackförbundet Akavias medlemstidning Akavia Aspekt.
Redaktionen låg på Nybrogatan i Stockholm i Juseks kanslibyggnad med flyttades 2017 till OTW:s lokaler. Tidningen hade en upplaga på 82 300 år 2013. Bland fasta medarbetare fanns[när?] bland andra krönikörerna Gunnar Wetterberg och Katrine Marçal.

## Chefredaktörer[1]
- Helge Cardmo 1969
- Bertil Ohlberger 1970–1971
- Anders Runwall 1971–1973
- Helge Cardmo 1973–1974
- Olle Appelberg 1974–1977
- Rolf Månsson 1977–1983
- Birgitta Jakobsson 1983–1985
- Irene Stenström 1985–1988
- Ann Marie Bergström 1988–2014
- Christina Öst 2014–2017
- Sara Wilk 2017–2020  (via OTW)